# Krypkotulor
Krypkotulor (Leptinella) är ett släkte av korgblommiga växter. Krypkotulor ingår i familjen korgblommiga växter.

## Bildgalleri

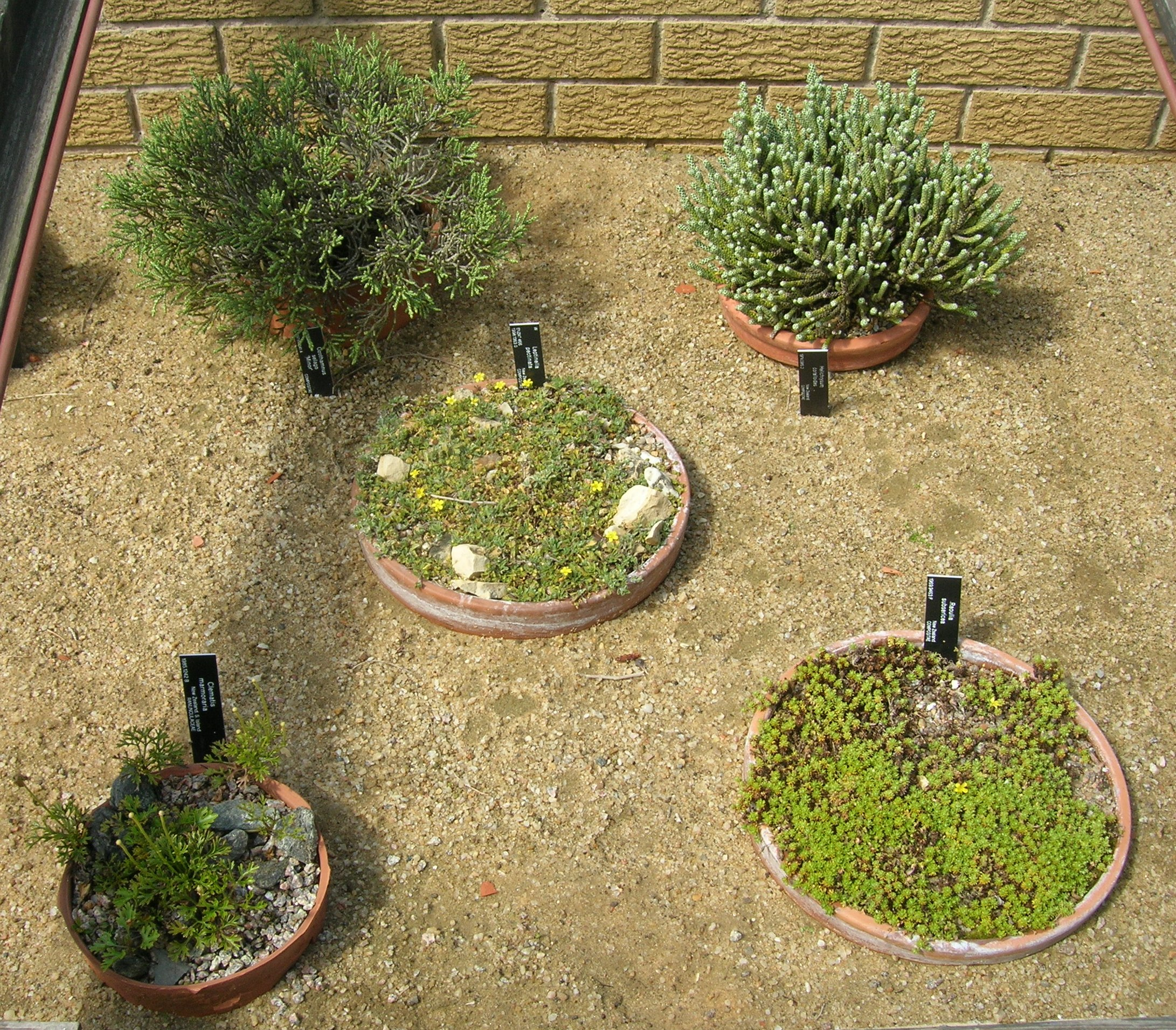
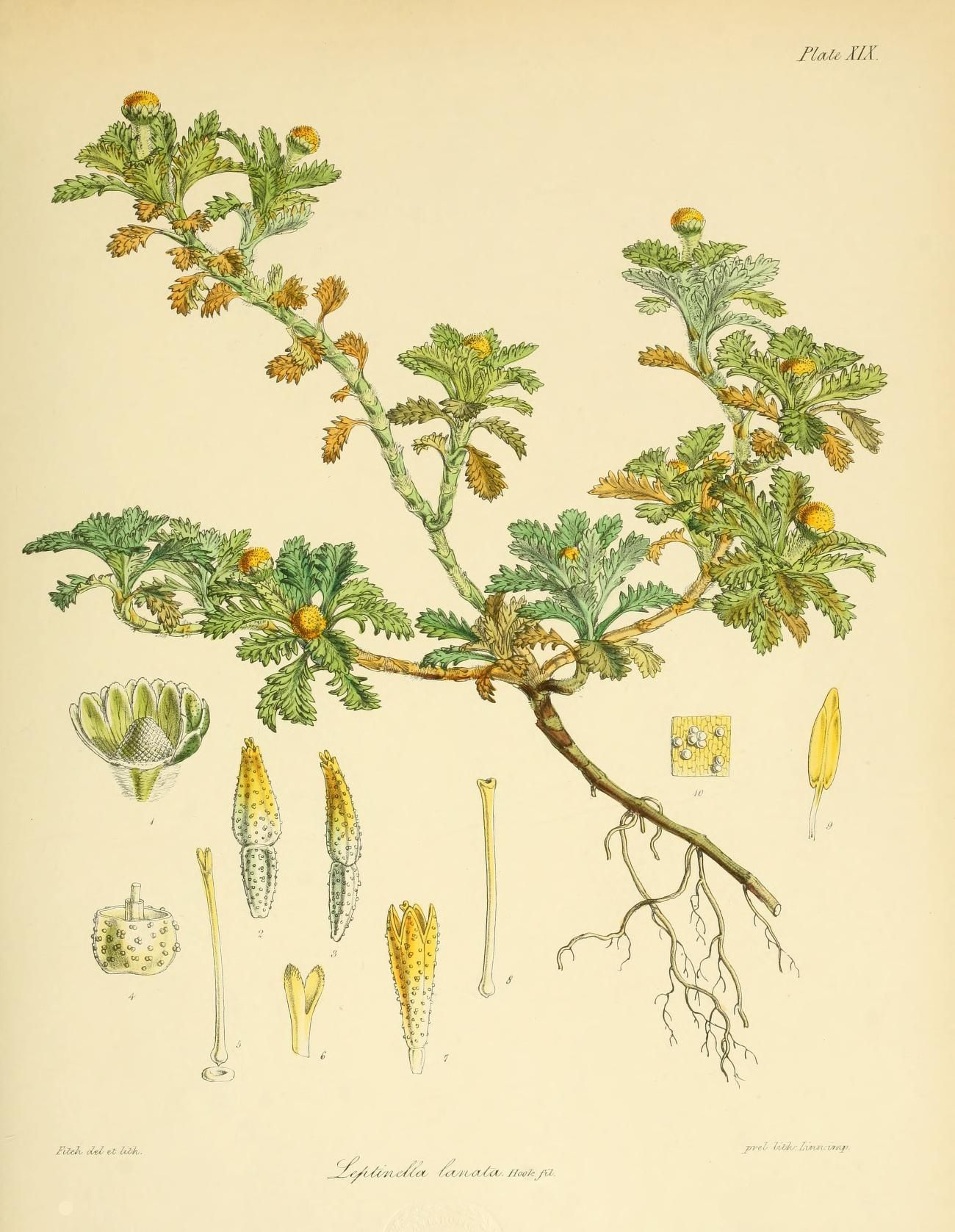
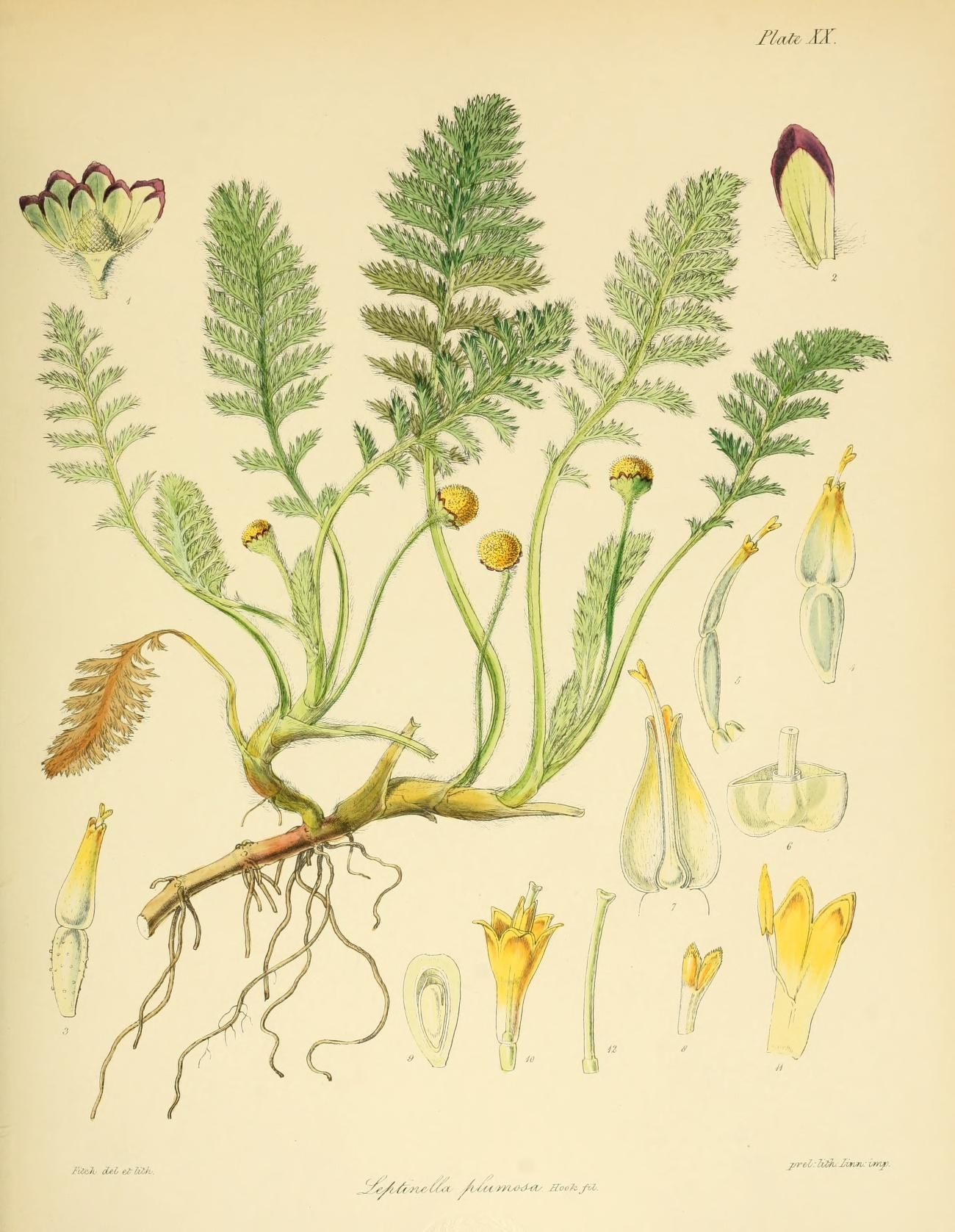
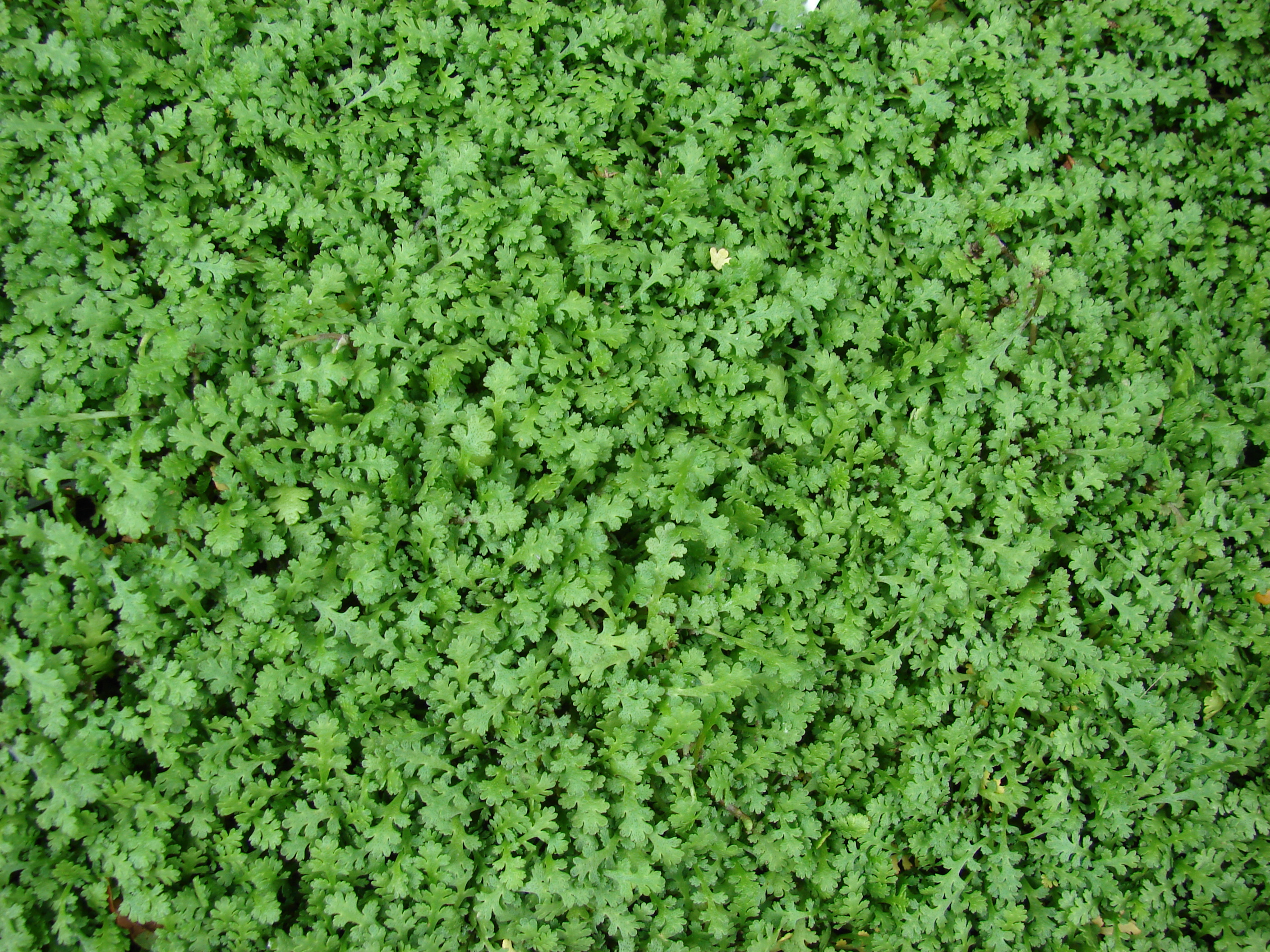
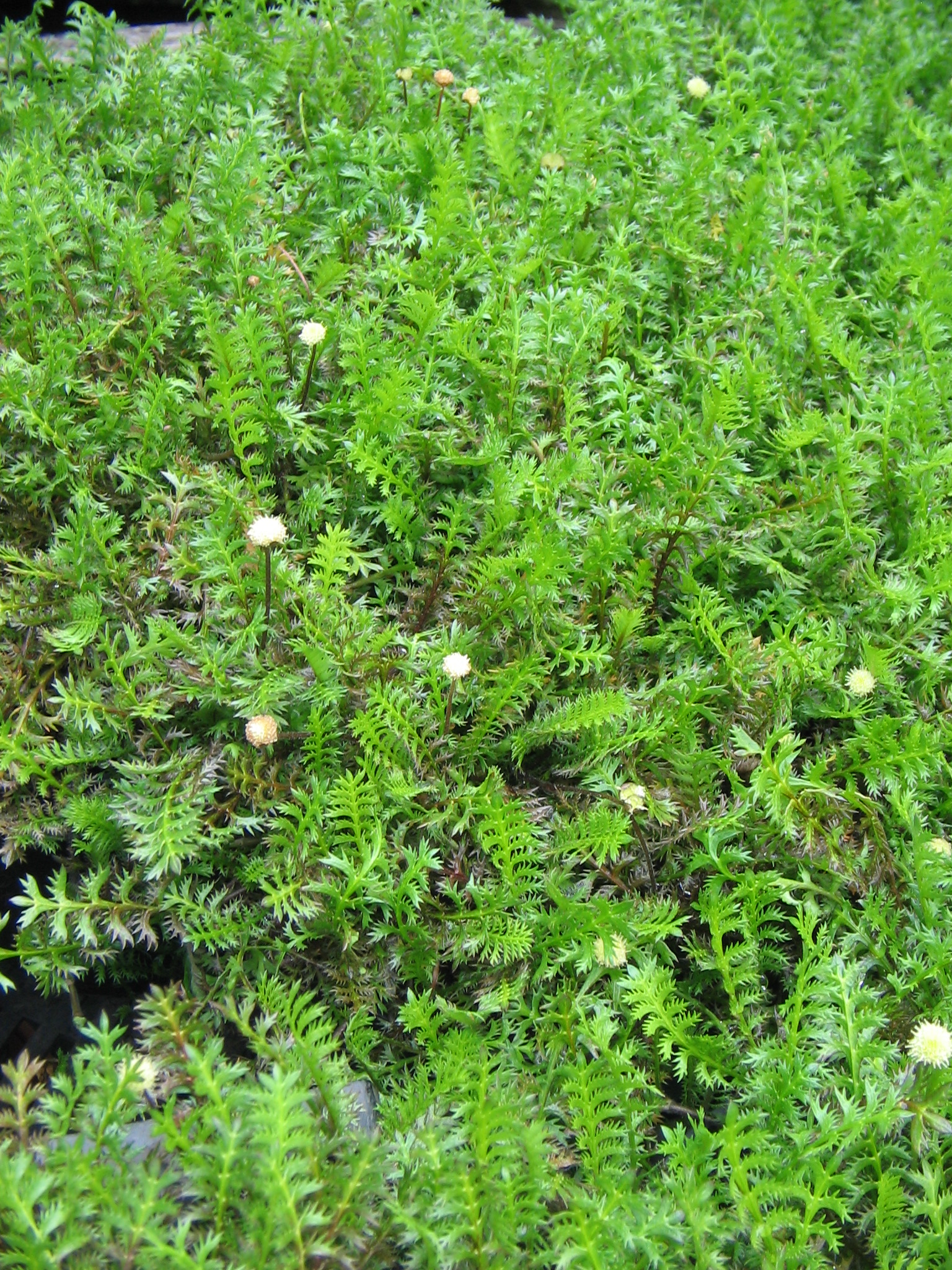
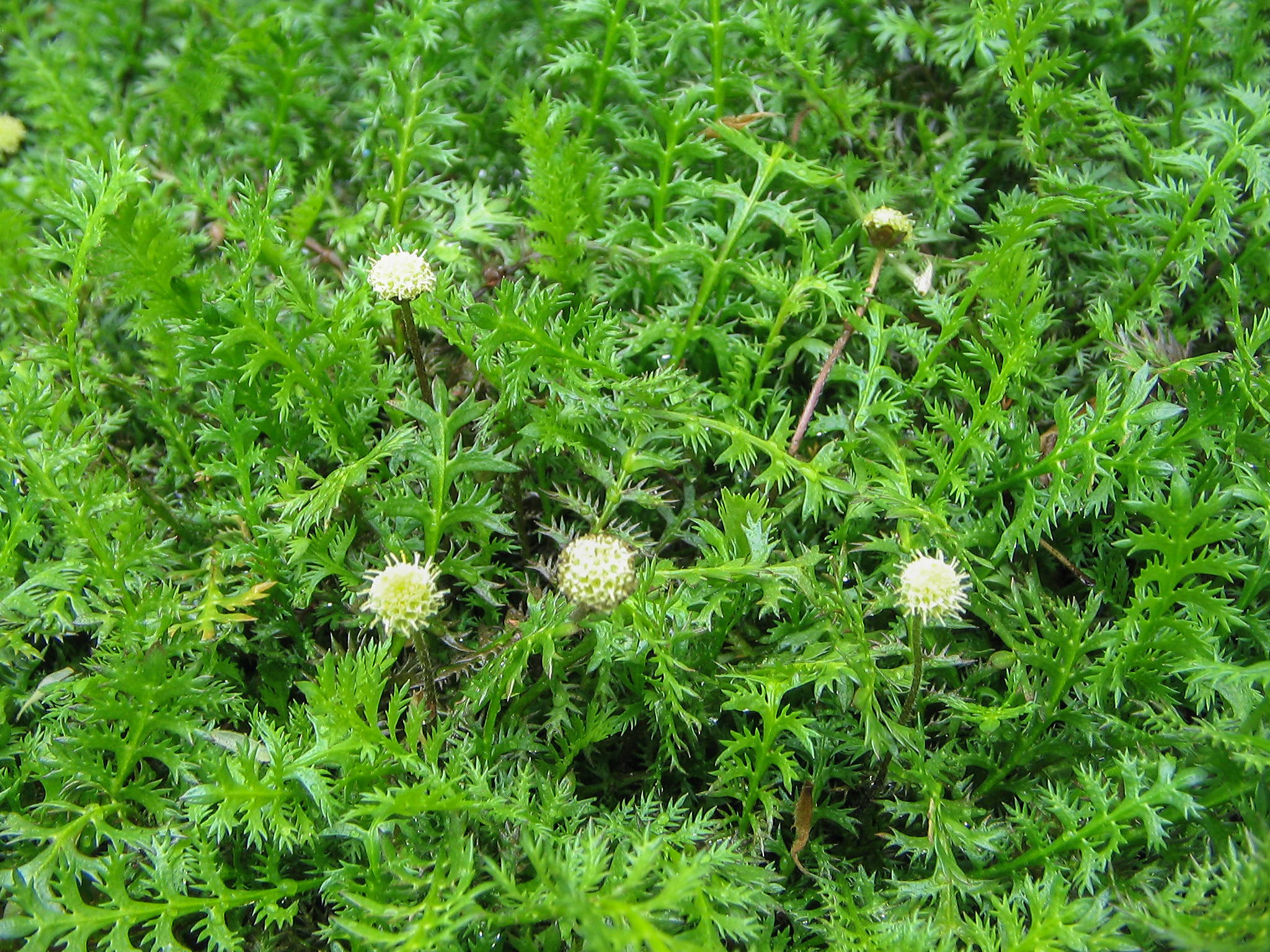

## Dottertaxa till Krypkotulor, i alfabetisk ordning[1]
- Leptinella albida
- Leptinella atrata
- Leptinella calcarea
- Leptinella dendyi
- Leptinella dioica
- Leptinella dispersa
- Leptinella drummondii
- Leptinella featherstonii
- Leptinella filiformis
- Leptinella goyenii
- Leptinella intermedia
- Leptinella intricata
- Leptinella lanata
- Leptinella maniototo
- Leptinella membranacea
- Leptinella minor
- Leptinella nana
- Leptinella peduncularis
- Leptinella plumosa
- Leptinella potentillina
- Leptinella pusilla
- Leptinella pyrethrifolia
- Leptinella reptans
- Leptinella rotunda
- Leptinella rotundata
- Leptinella sarawaketensis
- Leptinella scariosa
- Leptinella serrulata
- Leptinella traillii
- Leptinella wilhelminensis